# Camaena
Camaena is een geslacht van weekdieren uit de klasse van de Gastropoda (slakken).

## Soorten
- Camaena abbasi Thach, 2016
- Camaena binhgiaensis Thach, 2016
- Camaena chuongi Thach, 2016
- Camaena cicatricosa (O. F. Müller, 1774)
- Camaena hoabinhensis Thach, 2016
- Camaena lacthuyensis Thach, 2016
- Camaena liqianae Jiang, Wu & He, 2014
- Camaena ninhbinhensis Thach, 2016
- Camaena onae Thach, 2016
- Camaena poyuensis Zhou, Wang & Ding, 2016
- Camaena thanhhoaensis Thach, 2016